# Giovanni Basilio
Giovanni Basilio da Caravaggio (Caravaggio, ... – documentato nel 1648-49) è stato un intagliatore e falegname italiano.
A lui sono attribuite numerose suppellettili realizzate in occasione dei restauri seicenteschi della basilica di San Martino e Santa Maria Assunta, a Treviglio; si tratta, in particolare, di un archivio ligneo tuttora esposto nella stanza degli amministratori della Fabbriceria, di un confessionale e di tre banconi da sagrestia. Gli arredi furono pagati, come riportano i documenti dell'archivio parrocchiale, nel 1648-49.
Rimane dubbia l'attribuzione di un confessionale ligneo attualmente situato nel deambulatorio prospiciente al presbiterio della chiesa; oltre a Basilio, l'opera è assegnabile ai fratelli Terni e a Paolo Massarola, altri intagliatori caravaggini che lavorarono alla stessa chiesa nella prima metà del XVII secolo.